# 김현태 (스키 선수)
김현태(1990년~)는 대한민국의 알파인 스키 선수로, 2015년 세계 알파인 스키 선수권 대회에 참가했다.